# 約束 (ジェロのアルバム)
『 約束 』（やくそく）は、ジェロの初のオリジナル・アルバム。

## 概要
- 題名は演歌歌手になると祖母と交わした約束に因んで名付けられた。
- 「流浪の街」は、自身が出演する映画『鈍獣』の挿入歌となっている。

## 収録曲
1. えいさ
作詞：一青窈、作曲：山本健太郎、編曲：鈴木豪
2. 東京漂流
作詞：阿木燿子、作曲：宇崎竜童、編曲：多田三洋
3. アルゼンチン逃避行
作詞：秋元康、作曲：横山剣、編曲：鈴木豪
4. 試練
作詞：山上路夫、作曲：春畑道哉、編曲：鈴木豪
5. 晴れ舞台
作詞：中村中、作曲：中村中、編曲：鈴木豪
6. キョーコとタカシ
作詞：秋元康、作曲：宇崎竜童、編曲：多田三洋
7. 流浪の街
作詞：蟹江ハルキ、作曲：山本健太郎 、編曲：阿部靖広
8. 大阪ジュエル
作詞：蟹江ハルキ、作曲：つんく、編曲：上野圭一
9. 菜の花畑でつかまえて
作詞：山川啓介、作曲：都倉俊一、編曲：鈴木豪
10. 海雪
作詞：秋元康、作曲：宇崎竜童、編曲：多田三洋